# Anisosciadium orientale
Anisosciadium orientale là một loài thực vật có hoa trong họ Hoa tán. Loài này được DC. mô tả khoa học đầu tiên năm 1830.